# B-Juniorinnen-Bundesliga 2022/23
Die Saison 2022/23 war die elfte Spielzeit der B-Juniorinnen-Bundesliga. Die Saison begann am 3. September 2022 (Staffel Nord/Nordost) bzw. 10. September 2022 (Staffeln West/Südwest und Süd). Die Spielserien endeten am 20. bzw. 21. Mai 2023. Gespielt wurde in drei Staffeln mit jeweils zehn Mannschaften. Anschließend wurde in den Play-off-Spielen der Deutsche Meister ermittelt. Hier setzte sich Bayer 04 Leverkusen mit 2:1 gegen die SpVg Aurich durch.

## Staffel Nord/Nordost

### Tabelle
| Pl.             | Verein              | Sp. | S  | U | N  | Tore    | Diff. | Punkte |
| --------------- | ------------------- | --- | -- | - | -- | ------- | ----- | ------ |
| 1.              | SpVg Aurich         | 18  | 15 | 1 | 2  | 055:900 | +46   | 46     |
| 2.              | SV Meppen           | 18  | 14 | 3 | 1  | 054:110 | +43   | 45     |
| 3.              | Hertha Zehlendorf   | 18  | 10 | 4 | 4  | 047:200 | +27   | 34     |
| 4.              | VfL Wolfsburg       | 18  | 9  | 4 | 5  | 039:300 | +9    | 31     |
| 5.              | Werder Bremen       | 18  | 9  | 2 | 7  | 037:250 | +12   | 29     |
| 6.              | Hamburger SV        | 18  | 7  | 5 | 6  | 027:260 | +1    | 26     |
| 7.              | Eimsbütteler TV (N) | 18  | 5  | 3 | 10 | 027:470 | −20   | 18     |
| 8.              | Magdeburger FFC     | 18  | 5  | 3 | 10 | 020:470 | −27   | 18     |
| 9.              | 1. FC Union Berlin  | 18  | 2  | 0 | 16 | 016:580 | −42   | 06     |
| 10.             | Osnabrücker SC (N)  | 18  | 1  | 1 | 16 | 009:580 | −49   | 04     |
| Stand: Endstand |                     |     |    |   |    |         |       |        |

Platzierungskriterien: 1. Punkte – 2. Tordifferenz – 3. geschossene Tore

| (N) | Neu/Aufsteiger |

### Aufstiegsrunde
|                   | Ergebnis |                   |
| ----------------- | -------- | ----------------- |
| Holstein Kiel     | 2:1      | Hannover 96       |
| Harburger TB 1865 | 0:0      | Holstein Kiel     |
| Hannover 96       | 0:3      | Harburger TB 1865 |

| Pl. | Verein            | Sp. | S | U | N | Tore    | Diff. | Punkte |
| --- | ----------------- | --- | - | - | - | ------- | ----- | ------ |
| 1.  | Harburger TB 1865 | 2   | 1 | 1 | 0 | 003:000 | +3    | 04     |
| 2.  | Holstein Kiel     | 2   | 1 | 1 | 0 | 002:100 | +1    | 04     |
| 3.  | Hannover 96       | 2   | 0 | 0 | 2 | 001:500 | −4    | 0      |

## Staffel West/Südwest

### Tabelle
| Pl.             | Verein                   | Sp. | S  | U | N  | Tore    | Diff. | Punkte |
| --------------- | ------------------------ | --- | -- | - | -- | ------- | ----- | ------ |
| 1.              | Bayer 04 Leverkusen      | 18  | 16 | 0 | 2  | 077:120 | +65   | 48     |
| 2.              | SGS Essen                | 18  | 14 | 1 | 3  | 039:100 | +29   | 43     |
| 3.              | 1. FC Köln               | 18  | 12 | 1 | 5  | 035:140 | +21   | 37     |
| 4.              | FSV Gütersloh 2009       | 18  | 8  | 5 | 5  | 036:260 | +10   | 29     |
| 5.              | Borussia Mönchengladbach | 18  | 9  | 1 | 8  | 031:360 | −5    | 28     |
| 6.              | TSV Schott Mainz (N)     | 18  | 7  | 2 | 9  | 022:360 | −14   | 23     |
| 7.              | SG 99 Andernach          | 18  | 6  | 1 | 11 | 019:390 | −20   | 19     |
| 8.              | TuS Issel                | 18  | 3  | 4 | 11 | 013:320 | −19   | 13     |
| 9.              | VfL Bochum (N)           | 18  | 3  | 3 | 12 | 025:630 | −38   | 12     |
| 10.             | FC Speyer 09             | 18  | 2  | 2 | 14 | 016:450 | −29   | 08     |
| Stand: Endstand |                          |     |    |   |    |         |       |        |

Platzierungskriterien: 1. Punkte – 2. Tordifferenz – 3. geschossene Tore

| (N) | Neu/Aufsteiger |

## Staffel Süd

### Tabelle
Der FFC Pohlheim verzichtete auf die Teilnahme.
| Pl.             | Verein              | Sp. | S  | U | N  | Tore    | Diff. | Punkte |
| --------------- | ------------------- | --- | -- | - | -- | ------- | ----- | ------ |
| 1.              | Eintracht Frankfurt | 18  | 13 | 3 | 2  | 048:160 | +32   | 42     |
| 2.              | 1. FC Nürnberg (N)  | 18  | 11 | 5 | 2  | 039:150 | +24   | 38     |
| 3.              | FC Bayern München   | 18  | 10 | 6 | 2  | 041:140 | +27   | 36     |
| 4.              | TSG 1899 Hoffenheim | 18  | 9  | 4 | 5  | 033:190 | +14   | 31     |
| 5.              | SC Freiburg         | 18  | 7  | 2 | 9  | 026:250 | +1    | 23     |
| 6.              | 1. FC Donzdorf      | 18  | 6  | 5 | 7  | 025:240 | +1    | 23     |
| 7.              | Karlsruher SC (N)   | 18  | 6  | 4 | 8  | 025:360 | −11   | 22     |
| 8.              | VfL Sindelfingen    | 18  | 6  | 0 | 12 | 019:430 | −24   | 18     |
| 9.              | TSV Crailsheim      | 18  | 2  | 4 | 12 | 011:460 | −35   | 10     |
| 10.             | SV Alberweiler      | 18  | 1  | 5 | 12 | 013:420 | −29   | 08     |
| Stand: Endstand |                     |     |    |   |    |         |       |        |

Platzierungskriterien: 1. Punkte – 2. Tordifferenz – 3. geschossene Tore

| (N) | Neu/Aufsteiger |

## Endrunde um die Deutsche B-Juniorinnen-Meisterschaft 2023
Folgende Mannschaften qualifizierten sich für die Endrundenspiele:
- Meister der Staffel Nord/Nordost: SpVg Aurich
- Vizemeister der Staffel Nord/Nordost: SV Meppen
- Meister der Staffel West/Südwest: Bayer 04 Leverkusen
- Meister der Staffel Süd: Eintracht Frankfurt

### Halbfinale
Die Spiele fanden am 27. bzw. 29. Mai und am 3. Juni 2023 statt.
|                     | Gesamt          |             | Hinspiel | Rückspiel |
| ------------------- | --------------- | ----------- | -------- | --------- |
| Eintracht Frankfurt | 2:2 (5:6 i. E.) | SpVg Aurich | 1:1      | 1:1 n. V. |
| Bayer 04 Leverkusen | 4:1             | SV Meppen   | 2:0      | 2:1       |

### Finale
Das Finale fand am 17. Juni 2023 in der BELKAW-Arena in Bergisch Gladbach vor 1195 Zuschauern statt.
| SpVg Aurich                                       | SpVg Aurich | Bayer 04 Leverkusen | Bayer 04 Leverkusen |
| ------------------------------------------------- | --- | --- | ------------------- |
| SpVg Aurich                                       | \| Finale \| \| 17. Juni 2023 in Bergisch Gladbach (BELKAW-Arena) \| \| Ergebnis: 1:2 (0:0) \| \| Zuschauer: 1195 \| \| Schiedsrichterin: Julia Boike (Altenstadt) \|                                                                                               | \| Finale \| \| 17. Juni 2023 in Bergisch Gladbach (BELKAW-Arena) \| \| Ergebnis: 1:2 (0:0) \| \| Zuschauer: 1195 \| \| Schiedsrichterin: Julia Boike (Altenstadt) \|                                                                            | Bayer 04 Leverkusen |
| SpVg Aurich                                       | Paula Blum – Miriam Voß (77. Lara Frisch), Marie Okoroh, Lara Jungnickel, Hanna Ernst, Junia Marie Sass, Charlette Sittner (55. Leonie Fiedler), Sophia Marie Schalke, Ana-Carolin Hoffmann, Sina Brühl, Alina Vogel (75. Emma Schurwonn) Cheftrainer: Stefan Wilts | Louisa Remien – Jana Lindner, Sina Frank, Pauline Hof, Paula Dziallas (80.+2 Heidi Kever), Ida Daedelow, Era Methoxha , Evelyn Kirst, Delice Boboy, Estrella Merino, Melina Kim Weidenfeller (72. Klara Fieth) Cheftrainer: Aleksandar Vukicevic | Bayer 04 Leverkusen |
| SpVg Aurich                                       | 1:2 Schalke (79.) | 0:1 Boboy (43.) 0:2 Lindner (48,) | Bayer 04 Leverkusen |
| SpVg Aurich                                       | Hipp | Fiedler | Bayer 04 Leverkusen |
| Finale                                            | | |                     |
| 17. Juni 2023 in Bergisch Gladbach (BELKAW-Arena) | | |                     |
| Ergebnis: 1:2 (0:0)                               | | |                     |
| Zuschauer: 1195                                   | | |                     |
| Schiedsrichterin: Julia Boike (Altenstadt)        | | |                     |